# داركسايدرز 2
داركسايدرز 2 (بالإنجليزية: Darksiders II)‏ هي لعبة فيديو أكشن-مغامرات و‌أكشن تقمص الأدوار من تطوير شركة فيجيل جيمز ومن نشر شركة تي إتش كيو. أنها اللعبة التابعة لـداركسايدرز وتم إصدارها في أغسطس 2012 على بلاي ستيشن 3، و‌إكس بوكس 360، و‌مايكروسوفت ويندوز، وتم إصدار اللعبة على وي يو في يوم إطلاق المنصة في كل المناطق.

## القصة
تدور أحداث قصة الجزء الثاني قبل أحداث الجزء الأول     (دراكسايدرز)حيث يقوم أكبر سناً اخوة(وار"حرب")وهو (ديث"موت")في البحث عن الحقيقة وتبرئة أخيه الأصغر من ظلم(المجلس المتفحم).